# Antonino Sciascia
Antonino Sciascia (Canicattì, 1839 – 1925) è stato un medico e scienziato italiano.
Viene ritenuto da vari studiosi pioniere e precursore nel campo della Fototerapia, di cui descrisse l'utilizzo nel 1892 al XIII Congresso Oftalmologico di Palermo e nel 1894 all'XI Congresso Medico Internazionale di Roma.
Nel museo di Radiologia dell'Università di Palermo è possibile osservare la lente biconvessa con cui egli praticava la fototerapia. A lui l'Accademia di Studi Mediterranei "Lorenzo Gioeni" ha conferito il 21 novembre 1999 il Premio Internazionale Empedocle "alla memoria". A lui è intitolato il liceo scientifico del paese natale.

## Vita

### Formazione

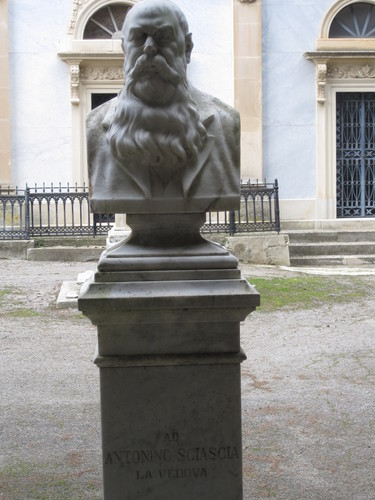
Busto di Antonino Sciascia

Antonino Sciascia nacque a Canicattì (in provincia di Agrigento) il 19 novembre 1839 dal matrimonio tra un piccolo proprietario terriero, Angelo Sciascia, ed Epifania Sfalanga.
Riguardo alla formazione scolastica di Sciascia, si sa che frequentò la scuola primaria pubblica di Canicattì. Terminato il periodo della scuola primaria, proseguì gli studi, probabilmente presso un liceo di Girgenti o di Caltanissetta, conseguendo, successivamente, la laurea in Medicina presso l'Università di Palermo il 19 luglio 1860. Dopo la laurea, Sciascia cominciò a esercitare la professione di medico, continuando gli studi per conseguire la laurea in Chirurgia, ottenuta, sempre a Palermo, il 5 luglio 1869.

### Vita professionale e ultimi anni

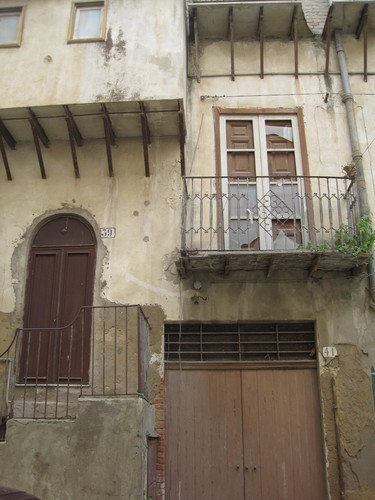
Studio medico di Antonino Sciascia

Fin dai primi anni dall'esercizio della professione medica iniziò a studiare e perfezionare la sua intuizione, a cui diede il nome di “Fototerapia”, secondo cui la luce poteva essere uno strumento utile a curare alcune malattie. In seguito alla morte del Chirurgo Condotto del Comune di Canicattì, Gaetano Sella, egli fu nominato sostituto. Successivamente fu eletto consigliere comunale, mentre nel 1909 arrivò la nomina a Cavaliere e, un anno dopo, quella a Commendatore dell'Ordine della Corona d'Italia.
Visse per parecchi anni con la sorella fino alla morte di questa. Nel 1918, all'età di settantanove anni, Sciascia sposò un'anziana vicina di casa, Isabella Macaluso, che gli rimase accanto fino alla morte, avvenuta il 12 aprile 1925.

## Il fotocauterio
Il fotocauterio è l'apparecchio necessario per l'applicazione pratica della fototerapia. Lo strumento, ideato nel 1892 da Sciascia, è composto da due cilindri concentrici del diametro di 25 centimetri e lunghi 50 centimetri, scorrevoli uno dentro l'altro. Il cilindro esterno è di ottone, quello interno è di acciaio e con un diametro leggermente inferiore rispetto al primo per consentirne lo scorrimento. Il movimento, regolato da un meccanismo a cremagliera, munito di manopole di regolazione, fissato all'esterno del cilindro di ottone, permette di mettere a fuoco le lenti alloggiate all'interno dello strumento.
Inoltre sul cilindro esterno vi è un robusto snodo di ottone che permette il fissaggio dell'apparecchio ad un supporto stabile, cosicché lo stesso apparecchio può essere orientato in ogni direzione. Inoltre il fotocauterio è corredato di uno specchio concavo del diametro di circa 60 centimetri, incorniciato da un supporto ligneo, di alcune lenti biconvesse di diametro inferiore ai cilindri e di alcuni vetri piani di vario colore.